# Radomka (přítok Topľy)
Radomka je říčka na severu východního Slovenska, na území okresu Svidník. Je levostranným přítokem řeky Topľa, délka toku je 30,5 km. Plocha povodí je 106,342 km².

## Popis
Pramení v Ondavské vrchovině na jižním úpatí Čierne hory (667,1 m n. m.) v nadmořské výšce asi 370 m n. m.
Nejprve teče na jih přes obec Rovné, zprava přibírá potok vytékající z úbočí Bukovce (453,6 m n. m.), protéká obcí Mlynárovce, kde zprava přibírá potok Vlčinec. Za obcí se dvakrát prudce stáčí a zleva přibírá Račí potok a protéká obcí Beňadikovce. Dále zprava přibírá Košiarský potok a krátce teče na jihovýchod. Protéká okrajem obce Šarišský Štiavnik a mění směr toku na jih, pokračuje přes obec Radoma, kde zleva přibírá přítok Hradisko pramenící na svazích hory Baňa (523,4 m n. m.), a Okrúhle, kde přibírá pravostranný přítok Radomský potok pramenící v oblasti Pastviska. Za obcí dále přibírá Valkovský potok a následně protéká kolem obce Soboš a přes obec Matovce.
U osady Francovce přibírá zleva Fijašský potok a velkým obloukem se stáčí nejdříve na západ a vzápětí na jihozápad. Následně protéká městem Giraltovce, kde na jeho území vytváří několik oblouků a stáčí se na jih a u obce Mičakovce se vlévá zleva do řeky Topľa. Řeka protéká Ondavskou vrchovinou.
Na území obcí Giraltovce a Matovce říčka protéká přírodní rezervací Radomka.